# 千松臨時乘降場

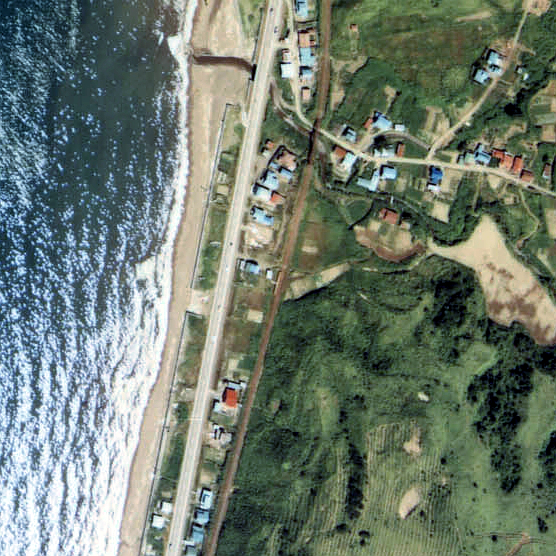
1977年的千松臨時乘降場與方圓約500米範圍。上方為羽幌方向。乘降場位於民居的後庭。雖然在後方較難前往使用乘降場，但是國道和海濱堤防建設前，海濱一方有許多居民。月台中央設有樓梯，前方設有候車室。

千松臨時乘降場（日语：／ Semmatsu karijōkō-ba */?）是位於北海道留萌郡小平町字鬼鹿千松，日本國有鐵道（國鐵）的羽幌線臨時乘降場（廢站）。隨著羽幌線廢線，臨時乘降場在1987年（昭和62年）3月30日廢除。

## 歷史
- 1963年（昭和38年）6月1日 - 日本國有鐵道（國鐵）天鹽線開設千松臨利乘降場（由局（日语：鉄道管理局）設定）啟用[1]。
- 1987年（昭和62年）3月30日 - 羽幌線全線廢除，此臨時乘降場也廢除[1]。

## 站名的由來
名稱取自附近地名。地名取自在1857年（安政4年），於同地取自經營漁場的青森縣人赤坂千松。

## 車站構造
截至車站廢除前，車站是一座地面車站，設有1面1線的單式月台。

## 現況
在廢站後約半年的1987年（昭和62年）9月，車站大部分設施還存在，後來被撤走。截至2011年（平成23年），此臨時乘降場附近的千松川「千松川橋樑」還保留了橋台和橋墩。截至2017年（平成29年），已經沒有車站設施留下來，變成荒野。

## 車站周邊
- 國道232號（日语：国道232号）（天賣國道/日本海奧羅龍線（日语：日本海オロロンライン））
- 千松川

## 相鄰車站
日本國有鐵道
羽幌線
鬼鹿－千松臨時乘降場－力晝

## 注腳
1. 1 2 3  太田幸夫.  1. 札幌市: 富士コンテム. 2004-02-29: 174. ISBN 4-89391-549-5 （日语）.
2. ↑  本多 貢. 児玉 芳明 , 编. . 札幌市: 北海道新聞社. 1995-01-25: 148. ISBN 4893637606. OCLC 40491505 （日语）.
3. ↑  書籍《北海道の鉄道廃線跡》（著：本久公洋，北海道新聞社，2011年9月發行）214頁。

## 外部連結
- 羽幌線廢線跡調査 （页面存档备份，存于）（日語）